# 松本司
松本 司（まつもと つかさ、1966年 - ）は、日本の華道家。京都未生流家第四世家元。ディーズファッション専門学校講師。財団法人日本いけばな芸術協会評議員。京都いけばな協会常任理事。  
京都未生流三代家元・未生齋司頌の長男として京都市に生まれる。1990年、立命館大学文学部日本文学専攻卒業。1991年、副家元就任。2009年、家元を継承。

## 受賞・入選歴
- 「京都府華道選抜展」奨励賞（1987年）
- 「芸術祭典・京」野外展「公募・京を創る」入選（1999年）